# Franz Limmer
Franz Limmer (* 2. Oktober 1808 in Wien, Kaisertum Österreich; † 19. Januar 1857 in Temeswar, Kaisertum Österreich) war ein österreichischer Komponist.

## Leben
Der Sohn eines Seidenfabrikanten hatte als Kind Violin- und Gitarrenunterricht und studierte am Konservatorium Cello bei Joseph Hartinger und Klarinette bei Joseph Friedlowsky. Nach dem erfolgreichen Abschluss begann er eine Ausbildung in Harmonielehre, Generalbass, Komposition und Instrumentation bei Erasmus Kessler und Ignaz von Seyfried. Seine erste erfolgreiche Komposition war eine Messe, die 1826 in der Wiener Augustinerkirche aufgeführt wurde. In seiner Wiener Zeit entstanden auch u. a. ein Streichquartett, ein Cello-Quartett, ein Cello-Trio und eine Sinfonie.
1834 wurde Limmer zum Kapellmeister des deutschen Theaters in Temeswar berufen, im Folgejahr ernannte ihn Bischof Josef Lonovics von Krivina als Nachfolger von Joseph Kratochwill zum Regenschori am Temeswarer Dom. In der Folge komponierte er u. a. eine Sonate für Klavier und Violine in g-Moll, die Jubel-Ouvertüre, ein Klavierquintett, das bei Breitkopf & Härtel erschien, sowie ein Joseph von Róka gewidmetes Offertorium, das bei Diabelli in Wien erschien und in Lugosch, Orawitza, Arad, Budapest und Wien aufgeführt wurde. Erst in jüngerer Zeit aufgefunden wurden sein Requiem in B und die Vesper-Hymnen. 1845 wurde am deutschen Theater in Temeswar seine Oper Die Alpenhütte nach einem Libretto des Theaterdirektors Alexander Schmidt uraufgeführt. Die letzte Komposition Limmers sind seine 27 Responsorien für die Karwoche.